# Eoophyla tetropalis
Eoophyla tetropalis là một loài bướm đêm trong họ Crambidae.